# Soft Enduro

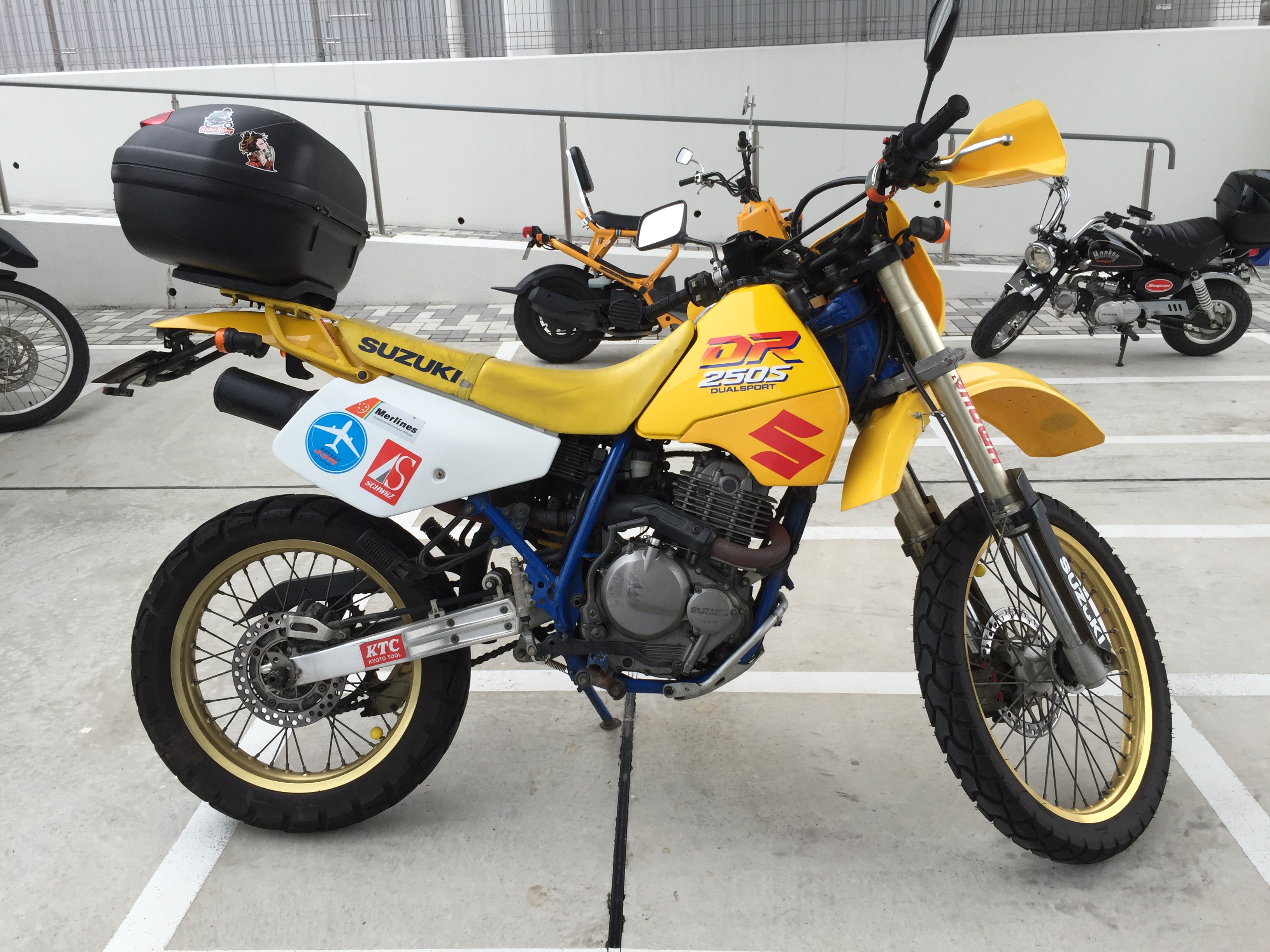
De Suzuki DR 250, een Soft Enduro met banden die slechts beperkt geschikt zijn voor het terrein

Een Soft Enduro is een teruggetunede Enduromotor van motorfietsen, geschikt gemaakt voor gebruik op de openbare weg.
Met de opkomst van de offroadmotor, waarmee men in het terrein maar ook op de verharde weg uit de voeten kon, zagen de fabrikanten die alleen terreinmotoren produceerden kansen om hun klantenkring uit te breiden. In plaats van een nieuwe motorfiets te ontwikkelen pasten zij hun bestaande, wedstrijdklare, motorfietsen aan. Toch was dit weinig succesvol: motorrijders kozen voor de meer betrouwbare producten van voornamelijk Japanse fabrieken.